# Moravská Třebová
Moravská Třebová (in tedesco Mährisch Trübau) è una città della Repubblica Ceca facente parte del distretto di Svitavy, nella regione di Pardubice.